# Александрова, Вера Александровна (учитель)
Вера Александровна Александрова (1 октября 1933) — советский, российский педагог. Народный учитель СССР (1983).

## Биография
Родилась 1 октября 1933 года.
Трудовую деятельность начала в 1948 году ткачихой на фабрике им. К. Либкнехта Красноармейска Саратовской области.
В 1954 году окончила Саратовский сельскохозяйственный техникум, в 1959 — Саратовский сельскохозяйственный институт им. Н. И. Вавилова, в 1963 — Саратовский государственный педагогический институт (заочно).
С 1959 по 1961 год — учитель Ильинской средней школы Кузнецкого района Кемеровской области.
В 1962—1965 годах — учитель Елшанской средней школы. С 1965 по 1975 год — учитель химии школы п. Сергиевский Саратовского района, с 1975 по 1988 — директор этой школы.
В 1983 году организовала ученическую производственную бригаду, в которой круглогодично школьники проводили весь цикл работ от посева культуры до её уборки, вспашки поля, а также весь цикл зимних работ.
Одна из первых, кто внедрял в учебный процесс новые технологии, современные методы обучения и воспитания учащихся, комплекс оздоровительных мер, открыв спортивную школу выходного дня (1986—1988).
В 2002 году в Сергиевской средней школе в её честь был открыт школьный музей «Музей Народного учителя СССР».
В 2004 году обком профсоюза работников образования и науки учредил стипендию имени Народного учителя СССР Александровой Веры Александровны за победу в областном конкурсе «Учитель года».

## Награды и звания
- Заслуженный учитель школы РСФСР (1978)
- Народный учитель СССР (1983)
- Знак «Отличник соцсоревнования» (1984)
- Почётный гражданин Саратовского района